# Martina Gebhardt
Martina Gebhardt (* 1959 in München) ist eine deutsche Naturkosmetik-Unternehmerin und Architektin. Seit 2014 ist sie Eigentümerin von Kloster Wessobrunn.

## Leben und Wirken
Martina Gebhardt beschäftigte sich nach eigenen Angaben mit Heilkräutern, seit sie 17 Jahre alt war. Sie begann mit selbst angerührten Cremes auf Pflanzenbasis zu experimentieren und sie zu vertreiben. Damit finanzierte sie ihr Studium der Architektur an der Fachhochschule München, das sie 1986 mit Diplom abschloss.  
Im Oktober 1986 Jahres gründete sie ihre Firma Martina-Gebhardt-Naturkosmetik als GmbH in Issing im Landkreis Landsberg am Lech. Mit den Produkten belieferte sie Naturkostläden. Parallel arbeitete sie als Architektin; sie erhielt mehrere Auszeichnungen des Landratsamtes Landsberg für die Renovierung historischer Bausubstanz und die Planung eines gewerblichen Gebäudes in Utting am Ammersee. Der Firmensitz ist seit 1992 in einem ehemaligen Zehnthof des Klosters Wessobrunn in Pessenhausen (Landkreis Landsberg am Lech) mit über 1.000 m² Büro- und Produktionsfläche untergebracht, der nach ihren Plänen denkmalschutzgerecht umgebaut worden war. 
Gebhardts Kosmetik basiert auf Kräuterauszügen, fetten Ölen und ätherischen Ölen. Tenside und Emulgatoren verwendet sie ebenso wenig wie isolierte pflanzliche und vorgefertigte Wirkstoffe. Alle Inhaltsstoffe sind ohne Tierversuche und werden selbst gemischt. Ihre Rezepturen entstammen nach eigenen Angaben historischen Aufzeichnungen aus Klöstern und traditionellem Heilpflanzenwissen. 2010 wurde ihr Sortiment als erstes Kosmetikunternehmen weltweit Demeter-zertifiziert. Gebhardt produziert mit ca. 35 Mitarbeitern rund 140 Produkte. Ihr Unternehmen macht fünf Millionen Euro Umsatz im Jahr.
Um ihre Produktion erweitern zu können, kaufte sie im Jahr 2014 das Kloster Wessobrunn mit 10.000 Quadratmetern Nutzfläche und 48.000  Quadratmetern Grund. Über den Preis wurde Stillschweigen vereinbart. Sie ließ es nach eigenen Plänen mit Unterstützung des Landesamts für Denkmalpflege sanieren. Seit 2014 ist dort ihr Vertrieb untergebracht. Räume für die Salbenmanufaktur mussten nach einer Richtlinie für die Herstellung von Kosmetika hergerichtet werden. Die Fabrikation sollte 2019 einziehen. Ihr Nutzungskonzept sieht auch andere Werkstätten und kulturelle Veranstaltungen vor. Heilkräuter für die Gebhardt-Kosmetik werden auf einem Hektar der Gartenfläche des Klosters angebaut. Gebhardt sieht sich laut Die Zeit nicht nur „in der Tradition klösterlicher Arzneimittel- und Salbenproduktion“, sondern „will das denkmalgeschützte Ensemble mit den prächtigen Stuckdekorationen der Wessobrunner Schule für die Öffentlichkeit weiter zugänglich halten“.
Gebhardt pendelt zwischen ihren Wohnsitzen in Deutschland und den USA. Sie lebte ab den 1990er Jahren auf einer Farm in der Wüste von Utah, wo sie Pflanzenessenzen für ihre Kosmetikrezepturen gewonnen hat. 
2004 zog sie nach New Mexico. In Ranchos de Taos kaufte sie ein 230 Jahre altes Lehmhaus der Anasazi, das im 19. Jahrhundert als Old Martinez Hall ein legendärer Tanzsaal und Zentrum des Gemeinschaftslebens des Ortes wurde. Das Gebäude gegenüber der Kirche San Francisco de Asis stand kurz vor dem Einsturz; Gebhardt restaurierte es und baute es mit Lehmwänden zu einem Restaurant und Veranstaltungsort aus. Es wurde 2012 eröffnet und heißt nach ihr Old Martina's Hall.
Martina Gebhardts Sohn Michael Spring (* 1995) übernahm 2023 die Geschäftsführung der MG Kosmetik.

## Veröffentlichungen
- Natürliche Hautpflege für Babys und Kinder. Midena Verlag, Augsburg 1997, ISBN 978-3-310-00257-5.